# Mała Gaza
Mała Gaza, jedna z najmłodszych etnicznych enklaw w hrabstwie Orange stanu Kalifornia. Skupiona jest wokół Brookhurst Street, dzielnicy Anaheim. Tworzą ją głównie imigranci ze środkowego wschodu, którzy przybyli w latach dziewięćdziesiątych. Dominującą religią jest islam. Liczne meczety, restauracje tureckie i perskie. Kilka kościołów.